# Leopold Bürkner
Leopold Bürkner (* 29. Januar 1894 in Zerbst (Anhalt); † 15. Juli 1975 in Frankfurt am Main) war ein deutscher Marineoffizier, zuletzt im Rang eines Vizeadmirals. Er war 1938 bis Ende des Zweiten Weltkriegs Chef der Abteilung Ausland, später der daraus hervorgegangenen Amtsgruppe Ausland im Oberkommando der Wehrmacht. Bis 1944 war sein direkter Vorgesetzter Admiral Wilhelm Canaris als Chef des Amts Ausland/Abwehr, als dessen Stellvertreter Bürkner lange Zeit fungierte. Danach war er Alfred Jodl unterstellt und unter der Regierung Dönitz außerdem Protokollchef.

## Leben

### Kaiserliche Marine
Leopold Bürkner trat er am 1. April 1912 in die Kaiserliche Marine als Seekadett ein. Seine Grundausbildung erhielt er an Bord des Schulschiffes Hansa bis zum 31. März 1913. Vom 1. April 1913 bis zum 31. Juli 1914 besuchte er die Marineschule. Hier wurde er auch zum Fähnrich zur See ernannt.
Vom 1. August 1914 bis 28. September 1915 leistete Bürkner Dienst in verschiedenen Funktionen auf den Linienschiffen Wettin und Schwaben sowie den Großen Kreuzern Seydlitz und Moltke. Zwischenzeitlich wurde er am 22. März 1915 zum Leutnant zur See ernannt. Ab dem 29. September 1915 wurde Bürkner der 1. Torpedobootsdivision zugeteilt. Bis zum 24. Oktober 1915 war er als Wachoffizier auf T 108 eingesetzt. Danach wurde er übergangsweise Kommandant des Torpedobootes S 130 (25. Oktober 1915 bis 6. November 1915). Anschließend besuchte Bürkner bis zum 21. Dezember 1915 einen Lehrgang auf dem Artillerieschulschiff Kaiserin Augusta, in der Zeit bis zum 16. Januar 1916 stand er der 1. Torpedobootsdivision zur besonderen Verfügung. Ab dem 17. Januar 1916 war er bis zum Kriegsende als Wachoffizier auf verschiedenen Torpedobooten eingesetzt: S 143 (17. Januar bis 8. März 1916), S 165 (12. März bis 30. Mai 1916), G 173 (1. Juni bis 6. August 1916), G 197 (7. August 1916 bis 7. Juli 1917) und G 39 (8. Juli 1917 bis 21. Juni 1919).
Das T-Boot G 39 wurde 1919 in der Bucht von Scapa Flow versenkt und die Besatzung gefangen genommen (siehe Selbstversenkung der Kaiserlichen Hochseeflotte in Scapa Flow). Bis zum 29. Januar 1920 befand sich Leopold Bürkner in britischer Kriegsgefangenschaft, am 31. Januar 1920 kehrten alle in Scapa Flow gefangengenommenen Soldaten mit einem britischen Dampfer nach Deutschland zurück.

### Weimarer Republik und Zeit des Nationalsozialismus
Nach seiner Freilassung tat Leopold Bürkner ab 1. Februar 1920 in der Personalabteilung der Admiralität Dienst; aber schon zum 1. August 1920 wurde er Inspektions- bzw. Gruppen-Offizier der Marineschule Mürwik. Diese Tätigkeit führte er bis zum 26. September 1923 aus. Anschließend besuchte er einen Lehrgang auf der Küsten-Artillerieschule, bevor er am 27. Oktober 1923 Kommandant des Torpedobootes G 10 und gleichzeitig Adjutant der 1. Torpedoboots-Flottille wurde. Vom 8. Februar 1926 bis 20. März 1926 besuchte Kapitänleutnant Bürkner einen Führungs-Fortbildungskurs.
Danach war er Berater in der Ausbildungsabteilung des Marinekommandos (28. September 1927 bis 30. September 1931). Gleichzeitig war Bürkner vom 20. Juli 1929 bis zum 12. August 1929 Kommandeur der Schnellboots-Halbflottille und ab dem 1. Oktober 1931 dann Kommandeur der 3. Torpedoboots-Halbflottille. Anschließend war er vom 9. Oktober 1933 in der Marineleitung Berlin Verbindungsoffizier für die ausländischen Marine-Attachés in Deutschland. Zum 1. Oktober 1935 wurde Bürkner dann zu den deutschen Marinetruppen, die sich am Spanischen Bürgerkrieg beteiligten, versetzt und zum Ersten Offizier auf dem Panzerschiff Admiral Scheer ernannt. Später, am 28. Juli 1937, wurde Bürkner dann Kommandant des Leichten Kreuzers Emden, der eigentlich Kadettenschulkreuzer war, sich aber zeitweise vor Spanien im Einsatz befand. Mit der Emden machte Bürkner dann die 8. Auslandsreise für Offiziersanwärter mit. Bürkner war für eine Woche, im März 1938, durch sein Amt als Kommandant auch Kommandeur der deutschen Marinekräfte vor Spanien (14. März bis 22. März 1938).
Zum 15. Juni 1938 wurde Kapitän zur See Leopold Bürkner Leiter der Abteilung Ausland in der Amtsgruppe Auslandsnachrichten und Abwehr im Oberkommando der Wehrmacht, die 1939 zum Amt Ausland/Abwehr im OKW wurde. Am 11. Februar 1944 wurde sein Vorgesetzter des Amtes, Admiral Wilhelm Canaris, von Adolf Hitler seines Amtes enthoben und später als Widerstandskämpfer hingerichtet. Daraufhin wurde die Abwehr teilweise als Amt Mil dem Reichssicherheitshauptamt unterstellt. Vizeadmiral Bürkner blieb aber bis Kriegsende Chef der Amtsgruppe Ausland, die dem Wehrmachtführungsstab unterstellt wurde. Gleichzeitig wurde er in der Regierung Dönitz in Flensburg-Mürwik kurzzeitig vom 3. Mai 1945 bis 23. Mai 1945 zum Protokoll-Chef ernannt.

### Nach dem Zweiten Weltkrieg
Mit der Verhaftung und Absetzung der Regierung Dönitz durch alliierte Truppen am 23. Mai 1945 im Sonderbereich Mürwik wurde auch Bürkner verhaftet und bis zum 25. Juni 1947 in Ansbach inhaftiert. In Gefangenschaft wurde er 1946 für eine dem ehemaligen Generalstabschef des Heeres Franz Halder zuarbeitenden „Control Group“ der Operational History (German) Section der „Historical Division“ der US Army geworben, in der über 300 ehemalige hohe Offiziere der Wehrmacht 2.500 operative kriegsgeschichtliche Studien erstellten. Während des Nürnberger Prozesses war Leopold Bürkner als Zeuge für Alfred Jodl vorgesehen.
Nach seiner Freilassung wurde er u. a. Personalleiter für das deutsche Personal der niederländischen Fluggesellschaft KLM in Frankfurt am Main. Ab 1949 war er zeitweise als Berater des Auswärtigen Amtes tätig.
Leopold Bürkner verstarb am 15. Juli 1975 in Frankfurt/Main.
Nach seinem Tod kamen einige seiner persönlichen Unterlagen in das Bundesarchiv. Weiteres sogenanntes Zeugenschrifttum befindet sich im Münchner Institut für Zeitgeschichte.

## Beförderungen
- 12. April 1913 Fähnrich zur See
- 22. März 1915 Leutnant zur See
- 25. Dezember 1917 Oberleutnant zur See
- 1. Mai 1924 Kapitänleutnant
- 1. Oktober 1931 Korvettenkapitän
- 1. September 1936 Fregattenkapitän
- 1. November 1937 Kapitän zur See
- 1. April 1942 Konteradmiral
- 1. Oktober 1943 Vizeadmiral

## Auszeichnungen
- Eisernes Kreuz (1914) II. und I. Klasse
- Friedrich-Kreuz
- Ehrenkreuz für Frontkämpfer
- Offizierskreuz des Ordens der Krone von Italien am 2. August 1935
- Wehrmacht-Dienstauszeichnung IV. bis I. Klasse
- Komtur des Königlichen Ungarischen Verdienstordens am 10. August 1938
- Medaille zur Erinnerung an die Heimkehr des Memellandes
- Spanienkreuz in Silber
- Kriegsverdienstkreuz (1939) II. und I. Klasse mit Schwertern
- Finnischer Orden des Freiheitskreuzes I. Klasse mit Schwertern am 10. Dezember 1941
- Komtur des Sterns von Rumänien am 7. Oktober 1942
- Ritterkreuz des Kriegsverdienstkreuzes mit Schwertern am 2. Mai 1945

## Schriften
- George Laurent: Einführung in das Studium der Strategie (deutsche Übersetzung). Verlag für Volkstum, Wehr und Wirtschaft, Berlin 1939.
- Billige Weisheiten, bei der Seefahrt aufgepickt (mit Zeichnungen von Rudolf Krohne). Dünnhaupt, Dessau 1942. Wurde nach Ende des Zweiten Weltkrieges in der Sowjetischen Besatzungszone auf die Liste der auszusondernden Literatur gesetzt.[7]
- Charles W. Thayer: Hallo, Genosse General! (deutsche Übersetzung, mit Illustrationen von Heiner Rothfuchs) Athenäum-Verlag, Bonn 1953.